# Dennis P. Curran
Dennis P. Curran (né le 10 juin 1953) est un chimiste organique américain et professeur de chimie à l'Université de Pittsburgh, connu pour ses recherches dans les domaines de la Chimie organique de la chimie radicalaire et de la chimie fluorée.

## Biographie
Curran obtient son BS du Boston College en 1975 et son doctorat de l'Université de Rochester en 1979 sous la direction d'Andrew S. Kende. Après des études postdoctorales avec Barry Trost à l'Université du Wisconsin, il rejoint le département de chimie de l'Université de Pittsburgh en tant que professeur adjoint en 1981. Il est professeur agrégé en 1986, professeur titulaire en 1988 et professeur de service distingué en 1995. Il est le premier professeur Bayer de chimie en 1996 et depuis 2019 est le professeur Covestro de chimie.
Son père, le Dr William V. Curran (1929-2019), fut membre pendant 60 ans de l'American Chemical Society et l'inventeur de l'antibiotique céphalosporine de deuxième génération, le céfuzonam. Son jeune frère Kevin J. Curran remporte le prix de réalisation technique de la division de chimie organique de l'American Chemical Society (2007).

## Domaines de recherche

### Chimie radicalaire
Curran est connu pour ses travaux pionniers sur les radicaux organiques et les cyclisations radicalaires, notamment orientés vers la synthèse organique. Avant les années 1980, les radicaux étaient négligés parce que considérés comme trop réactifs et trop peu sélectifs pour être utilisés en synthèse organique. Curran transforme les réactions en cascade de radicaux (également appelées réactions en tandem ou réactions en domino) en outils puissants pour fabriquer des produits naturels. Sa synthèse totale de 1985 d'hirsutene,, la première de beaucoup de telles synthèses avec les réactions radicalaires de cascade, est aujourd'hui considérée comme un classique.
Curran revitalise les réactions radicalaires de transfert d'atomes. Ces réactions sont également appelées réactions d'addition de Kharasch (ou parfois réactions de Curran-Kharasch). Morris Selig Kharasch découvre et met au point des réactions d'addition par transfert d'atomes d'halogène au cours d'une période de floraison initiale à la fin des années 1940 et 1950. Environ 40 ans plus tard, Curran décrit de nouvelles réactions rapides impliquant le transfert d'iode, le transfert de brome et le transfert de groupes fonctionnels, et englobant l'addition de radicaux (ATRA), la cyclisation (ATRC) et l'annulation. Il introduit les lampes solaires comme outils pratiques pour la photo-initiation des réactions ATRA et ATRC. Curran est également un pionnier des réactions radicalaires stéréosélectives et des réactions de translocation radicalaire.
Les réactions radicalaires sont aujourd'hui considérées comme de puissants outils de synthèse de produits naturels et d'autres molécules organiques. Le travail de Curran aide à exposer de nombreuses caractéristiques qui sont maintenant considérées comme des caractéristiques des réactions radicalaires organiques. L'économie synthétique est une attraction principale. Les groupements protecteurs et les groupements fonctionnels activateurs sont souvent superflus (économie d'atomes). De plus, plusieurs liaisons peuvent être formées simultanément (step/pot economy). Les autres caractéristiques sont la fiabilité, la prévisibilité, la sélectivité, la tolérance des groupes fonctionnels et l'inertie à l'eau et aux autres solvants protiques. Une synthèse de 1991 de l'important agent anticancéreux camptothécine illustre bon nombre de ces caractéristiques. La synthèse se déroule en six étapes centrées sur une réaction radicalaire en cascade qui fait trois liaisons et deux anneaux. Il n'y a pas de groupes protecteurs, pas de transformations de groupes fonctionnels, pas de réductions et une seule oxydation.

### Chimie fluorée
Curran est également le pionnier de nombreux aspects du domaine relativement jeune de la chimie du fluor. Développant le concept initial de 1995 de catalyse biphasique fluorée, il introduit les concepts de marquage fluoré et de synthèse fluorée en 1997  sous le nouveau couvert de séparations au niveau de la stratégie. Curran introduit les réactions fluorées légères, les réactions triphasiques fluorées, les réactions de disparition de phase fluorée (avec Ilhyong Ryu) et la synthèse de mélanges fluorés (ou FMS). FMS est le premier exemple de synthèse en phase solution avec marquage de séparation et il est utilisé pour fabriquer de nombreux analogues et stéréoisomères de produits naturels complexes. Les techniques de FMS permettent de fabriquer 4 à 16 analogues ou isomères en une seule synthèse. Curran introduit également l'extraction en phase solide fluorée, une technique de séparation simple qui permet de nombreux travaux ultérieurs. La version haute résolution de la technique, la chromatographie fluorée, est à la base du FMS.

## Carrière
Curran occupe divers postes dans la hiérarchie de la division de la chimie organique de l'American Chemical Society (ACS), culminant en tant que président de la division en 2000. Il est rédacteur en chef adjoint de Organic Reactions de 1991 à 2001 et rédacteur en chef de Tetrahedron Letters de 1995 à 2001. Il est membre d'Organic Syntheses et édite le volume 83 en 2006. Il est membre du comité exécutif du symposium "Gomberg•2000, A Century of Radical Chemistry" . 
Curran est boursier de l'ACS et reçoit plusieurs prix de la section locale de l'ACS. Il reçoit le Cope Scholar Award  catégorie des moins de 35 ans (désormais appelée catégorie début de carrière) (1988), le Award for Creativity in Organic Synthesis (2000), le Award for Creative Work in Fluorine Chemistry (2008) et le Prix Ernest-Guenther dans la chimie des produits naturels (2014). Il remporté le prix Dr. Paul Janssen pour la créativité en synthèse organique en 1998. Curran a une longue histoire d'interaction avec la communauté française de la chimie organique. En France, il reçoit une Chaire Blaise Pascal (2006) de la Région Île-de-France et un Doctorat Honoris Causa de l'Université Pierre et Marie Curie, Paris (2010).